# Lijst van burgemeesters van Deursen en Dennenburg
Dit is een lijst van burgemeesters van de voormalige Nederlandse gemeente Deursen en Dennenburg tot die gemeente in 1923 opging in de gemeente Ravenstein.
| Ambtsperiode | Naam burgemeester      | Partij of stroming | Bijzonderheden |
| ------------ | ---------------------- | ------------------ | -------------- |
| 1813 - 1819  | J. de Veer             |                    |                |
| 1820 - 1838  | Thomas (T.) van Kessel |                    |                |
| 1838 - 1852  | Lambertus (L.) Kroonen |                    |                |
| 1852 - 1877  | F. van der Putten      |                    |                |
| 1877 - 1923  | P.A. van der Putten    |                    |                |